# CS Sfax
Club Sportif Sfaxien (arabisch النادي الرياضي الصفاقسي, DMG an-Nādī ar-Riyāḍī aṣ-Ṣafāqusī) ist ein tunesischer Sportverein aus Sfax, der vor allem für seine Fußballabteilung bekannt ist.
Der Verein wurde 1928 unter dem Namen Club Tunisien gegründet. Damals waren die Vereinsfarben grün und rot. 1947 stieg der Verein in die erste Liga, die Division d'Honneur, auf. Im Jahr 1950 wurde der erste Fanclub unter der Leitung von Béchir Fendri gegründet. 1962 wurde der Verein umbenannt und erhielt seinen heutigen Namen, Club Sportif Sfaxien. Außerdem wurden die Vereinsfarben in schwarz und weiß geändert.
Zum 50. Geburtstag des Vereins im Jahr 1978 wurde der Verein tunesischer Meister. Dies gelang vor allem durch eine mit tunesischen Nationalspielern wie Hammadi Agrebi, Mohammed Ali Akid und Mokhtar Dhouib verstärkte Mannschaft. Insgesamt wurden bisher acht Meisterschaften und sieben Pokalsiege gewonnen.
1998 gelang mit dem Sieg über ASC Jeanne d’Arc Dakar im CAF-Pokal der erste internationale Erfolg des Vereins. Zudem wurde zweimal die Arabische Champions League gewonnen.
Der Club Sportif Sfaxien und Club Africain sind die einzigen Vereine des Landes, die seit der Unabhängigkeit Tunesiens ununterbrochen in der ersten Liga spielen.

## Anfänge und Vereinsidentität des CS Sfaxien

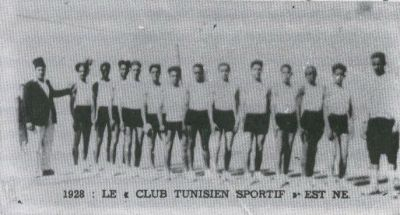
Mannschaft des Club Tunisien im Gründungsjahr 1928 – dem späteren Club Sportif Sfaxien

Während der Zeit des französischen Protektorats waren sportliche Aktivitäten in Sfax – wie im übrigen Tunesien – stark von der kolonialen Gesellschaftsstruktur geprägt. Die bestehenden Vereine der Stadt wurden überwiegend von Angehörigen der europäischen, allen voran französischen, Siedlergemeinden getragen. Ein prominentes Beispiel dafür ist Sfax Railways Sports, ein von der Eisenbahngesellschaft unterstützter, französisch dominierter Verein, der acht Jahre vor dem späteren Club Sportif Sfaxien gegründet wurde, jedoch wenig Rückhalt in der Bevölkerung der Stadt fand.
Vor diesem Hintergrund wuchs in Teilen der einheimischen Bevölkerung selbstverwalteten Fußballverein. Nach einem ersten Versuch im Jahr 1912, der von den französischen Behörden unterdrückt wurde, und einer weiteren, gescheiterten Initiative im Jahr 1922 unter dem Namen La Musulmane de Sfax, gelang am 28. Mai 1928 schließlich die Gründung eines neuen Vereins unter dem Namen Club Tunisien. Die Vereinsfarben waren ursprünglich Rot und Grün.
Erster Präsident wurde der Vereinsgründer Zouheir Ayadi, ein politisch engagierter antikolonialer Journalist. Zum ersten Vereinskomitee gehörten auch Ayadis Stellvertreter Michel Loffreda und Hédi Tabka ernannt. Die finanziellen Angelegenheiten übernahmen Ahmed Trabelsi als Schatzmeister sowie Mohamed Kharrat als dessen Stellvertreter. Für die Verwaltung fungierten Mohamed Kamoun als Generalsekretär für den arabischsprachigen Bereich und Ali Chaghal für den französischsprachigen Bereich. Den sportlichen Bereich leiteten Béchir Charfi als Sportdirektor und Ali Bouhamed als dessen Stellvertreter.
Der Verein wurde 1939 in die Division d'honneur, die damalige zweite Liga Tunesiens, aufgenommen. In der Saison 1946/47 gelang CSS der Aufstieg in die erste Liga, in der er sich dauerhaft etablierte und bis heute nie abgestiegen ist.
Der entscheidendste Wendepunkt in der Geschichte des Vereins war zweifellos das Jahr 1962, als der Club Tunisien – bislang in den Farben Rot und Grün auftretend – seinen Namen in Club Sportif Sfaxien sowie seine Farben in Schwarz und Weiß änderte. Dieses markante Rebranding ging einher mit einer inhaltlichen Neuausrichtung: Stand der Club Tunisien während der Kolonialzeit als Name und Symbol für den Widerstand gegen die französische Fremdherrschaft, so rückte nach der Unabhängigkeit Tunesiens im Jahr 1956 verstärkt die repräsentative Rolle für die Stadt und Region Sfax in den Vordergrund.
Diese tiefgreifende Veränderung wurde unter der Vereinsführung von Abdesselem Kallel, der 1961 zum Präsidenten gewählt wurde, eingeleitet und vorangetrieben. Ziel war es, den Verein strategisch, organisatorisch und visuell neu aufzustellen, um ihn dauerhaft als sportliches Aushängeschild der Region zu etablieren. Im Rahmen dieses Umbruchs brachte der jugoslawische Trainer Milan Kristić, der den Verein von 1961 bis 1966 betreute, die Idee ein, künftig in den Farben Schwarz und Weiß zu spielen – eine visuelle Neuausrichtung, die 1962 mit der offiziellen Umbenennung in Club Sportif Sfaxien vollzogen wurde.
| 1928-1962 | seit 1962 |

## Erfolge
| National | International |
| --- | --- |
| - Tunesischer Meister (8) - 1969, 1971, 1978, 1981, 1983, 1995, 2005, 2013 - Vizemeister: 1966, 2014, 2020 - Tunesische Pokalsieger (7) - 1971, 1995, 2004, 2009, 2019, 2021, 2022 - Finalist: 1977, 1984, 1997, 2000, 2010, 2012, 2014 - Tunesischer Supercup - Finalist: 1995, 2019, 2021 - Tunesischer Ligapokal (1) - 2003 | - CAF Champions League: - Finalist: 2006 - CAF Confederation Cup (4) - 1998, 2007, 2008, 2013 - Arabische Champions League (2) - 2000, 2004 - Finalist: 2005 |

## Ehemalige

### Spieler

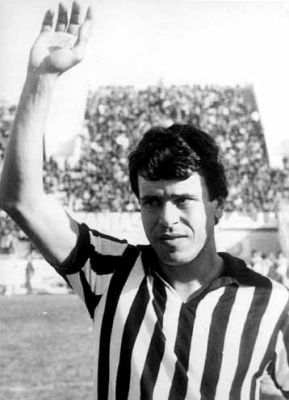
Hammadi Agrebi, Ikone des Club Sportif Sfaxien und einer der herausragenden tunesischen Fußballer seiner Zeit

- Hammadi Agrebi (1959–1970 Jugend), (1970–1979, 1981–1986 Spieler)
- Hatem Trabelsi (?–1997 Jugend), (1997–2001 Spieler)
- Louis Gomis (1997–1998, 2005–2006)
- Mamadou Tall (2002–2003)
- Opoku Agyemang (2007–2008)
- Ali Maâloul (2010–2016)
- Didier Ibrahim Ndong (2011–2015)
- Enis Hajri (2013)
- Hamdi Kasraoui (2013–2014)

### Trainer
- Jürgen Sundermann (1997)
- Eckhard Krautzun (1997–1999)
- Otto Pfister (2002–2004)
- Luka Peruzović (2009–2010)
- Reinhard Stumpf (2011–2012)
- Maurizio Jacobacci (2022–2023)

## Fankultur und Rivalitäten

### Fans
Der Club Sportif Sfaxien gilt als einer der populärsten und traditionsreichsten Vereine des Landes. Die Anhängerschaft des CSS ist besonders stark in der Stadt Sfax und im gleichnamigen Gouvernement verankert, wo der Verein als zentrales Symbol städtischer und regionaler Identität gilt. Zwar findet der CS Sfax auch vereinzelt außerhalb der Region Unterstützung, seine Fanbasis bleibt jedoch überwiegend auf Sfax und Umgebung konzentriert.

### Aktive Fanszene

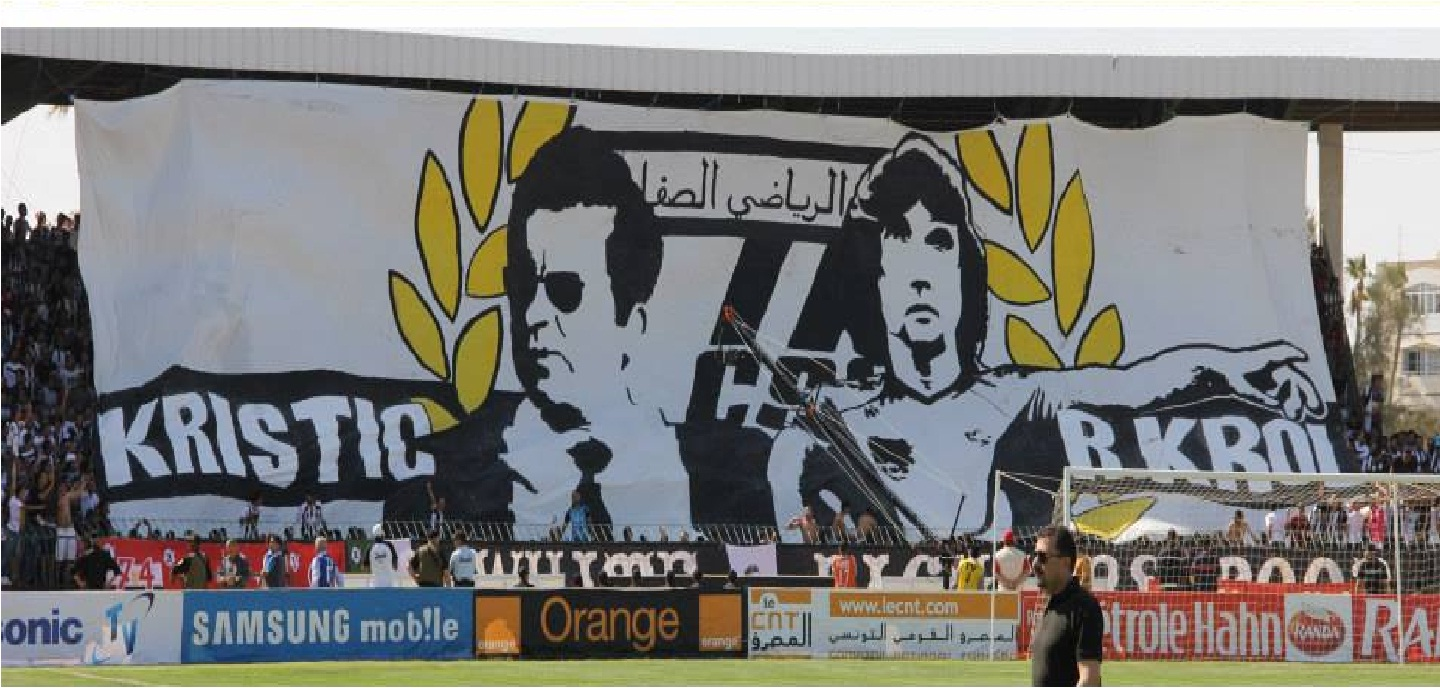
Choreographie der Nordkurve Sfax

Die Fans des Club Sportif Sfaxien versammeln sich traditionell in der Nordkurve des Stade Taïeb Mhiri. Dort sind mehrere organisierte Fangruppen aktiv, darunter die älteste und größte Gruppe Black & White Fighters (2003). Weitere bedeutende Gruppen sind die Ultras Sfaxiens (2007) und die Raged Boys (2008), die etwa gleich groß wie die Ultras Sfaxiens sind. Die Ultras Leoni (2007) sind die kleinste Gruppe, zeigen jedoch ebenso großen Einsatz und Engagement.

### Rivalitäten
Der Club Sportif Sfaxien gehört zusammen mit Club Africain, Espérance Sportive de Tunis  und Étoile Sportive du Sahel zu den sogenannten großen Vier des tunesischen Fußballs. Diese vier Traditionsvereine dominieren seit Jahrzehnten die nationale Fußballszene und stehen im Zentrum der größten sportlichen Rivalitäten des Landes. Die Partien zwischen diesen Klubs ziehen große mediale Aufmerksamkeit auf sich. Abgesehen vom Tunis Derby zwischen Espérance Sportive Tunis und Club Africain, werden die Duelle zwischen den großen Vier des tunesischen Fußballs als Klassiker bezeichnet.
Nachbarschaftsduell mit Étoile Sportive du Sahel
Die intensivste und traditionsreichste Rivalität des Club Sportif Sfaxien besteht mit ES Sahel aus Sousse. Beide Vereine stammen aus benachbarten Regionen – der Region Sfax und dem tunesischen Sahel – und konkurrieren seit Jahrzehnten sowohl sportlich als auch symbolisch um die Vorherrschaft im tunesischen Fußball außerhalb der Hauptstadt. Die Städte Sfax und Sousse liegen nur etwa 130 Kilometer voneinander entfernt, was zu einer dauerhaften und besonders aufgeladenen sportlichen Feindschaft beigetragen hat.
In der nationalen Liga trafen beide Vereine bislang in 142 Partien aufeinander. Zu den höchsten Siegen des CSS zählen ein 4:0-Erfolg in der Saison 1994/95 sowie ein 4:1-Sieg in der Spielzeit 2010/11 – beide in Sfax –, ebenso wie ein 4:0-Auswärtserfolg in Sousse in der Saison 2002/03. Étoile Sportive du Sahel hingegen erzielte unter anderem 5:0-Siege in den Spielzeiten 1973/74, 1989/90 (in Sfax) und 2006/07.
Auch im nationalen Pokalwettbewerb kam es zu entscheidenden Begegnungen: Im Finale der Coupe de Tunisie 2014 setzte sich ESS mit 1:0 durch, während CSS das Finale 2019 nach torlosem Spielverlauf im Elfmeterschießen (5:4) für sich entschied.
Ein besonders bedeutsames Kapitel der Rivalität stellt das Finale des CAF Confederation Cup 2008 dar. Nach einem 0:0 im Hinspiel in Sfax endete das Rückspiel in Sousse mit einem 2:2-Unentschieden, womit sich der Club Sportif Sfaxien aufgrund der Auswärtstorregel den kontinentalen Titel sichern konnte.
Rivalität mit Espérance Sportive de Tunis
Der Club Sportif Sfaxien pflegt eine langjährige sportliche Rivalität mit Espérance Sportive de Tunis. Diese Begegnung zählt zu den traditionsreichsten Duellen im tunesischen Fußball. Beide Vereine trafen in der nationalen Meisterschaft bislang über 140 Mal aufeinander. Die Rivalität ist in erster Linie sportlich geprägt und spiegelt die Bedeutung beider Klubs im nationalen Fußball wider.
Die Bilanz ist historisch ausgeglichen, wobei Espérance häufiger als Sieger vom Platz ging. Zu den markantesten Ergebnissen gehört ein 3:0-Erfolg des CSS in der Saison 1995/96, gewann aber auch oft mit 3:1. Umgekehrt musste CS Sfax in den Jahren 1956, 1961, 1975, 1984, 2000 und 2009 eine 0:4-Niederlage hinnehmen.
Auch in nationalen Pokalwettbewerben kam es wiederholt zu direkten Duellen: Im Finale des Pokals 1971 setzte sich der CSS mit 1:0 durch, während er das Endspiel 1997 mit demselben Resultat verlor. Im Supercup unterlag Sfaxien 2019 im Elfmeterschießen (0:0, 4:5 n. E.) sowie 2021 mit 0:1.
Der Klassiker gegen Club Africain
Die Begegnungen zwischen dem Club Sportif Sfaxien und dem Club Africain aus der Hauptstadt Tunis gelten als einer der traditionsreichsten Klassiker im tunesischen Fußball. Beide Vereine sind die einzigen Klubs, die nie abgestiegen sind und durchgehend seit der Einführung der nationalen Meisterschaft in der höchsten Spielklasse vertreten sind.
Die Rivalität ist sportlich geprägt und geht auf zahlreiche bedeutende Duelle in der Meisterschaft und im Pokal zurück. Insgesamt kam es zu über 140 Ligaspielen zwischen den beiden Mannschaften, in denen der Club Africain in der Gesamtbilanz öfter die Oberhand behalten konnte.
Auch in den nationalen Pokalwettbewerben standen sich die Teams mehrfach in entscheidenden Partien gegenüber. Besonders hervorzuheben sind die beiden Finalduelle im tunesischen Pokal: Im Jahr 2000 setzte sich der Club Africain mit 4:2 im Elfmeterschießen durch, während CS Sfaxien das Finale von 2021, ebenfalls nach einem torlosen Spiel, mit 5:4 nach Elfmeterschießen, für sich entscheiden konnte. Auf internationaler Ebene trafen die beiden Mannschaften in der Gruppenphase des CAF Confederation Cup 2008 aufeinander. Nach einem 0:0 im Hinspiel gewann CS Sfaxien das Rückspiel vor heimischen Publikum mit 2:0.
Die höchsten Siege in diesem traditionsreichen Duell waren ein 4:1-Heimsieg für CS Sfaxien in der Saison 2002/03 sowie ein 5:1-Erfolg für Club Africain in der Spielzeit 1957/58. Weitere klare Siege des Hauptstadtklubs folgten in den Saisons 1980/81 und 1989/90 mit jeweils 5:2. In einem Vorbereitungsspiel im August 2024 feierte Club Africain zudem einen 5:0-Sieg über den CSS.

## Statistik in den CAF-Wettbewerben
| Wettbewerb                          | Runde          | Gegner                        | Hinspiel               | Rückspiel              |  |
| ----------------------------------- | -------------- | ----------------------------- | ---------------------- | ---------------------- |  |
|                                     |                |                               |                        |                        |  |
| African Cup of Champions Clubs 1984 | 1. Runde       | al Zamalek SC                 | 0:3 (A)                | 1:1 (H)                |  |
| African Cup of Champions Clubs 1996 | 1. Runde       | Mighty Barrolle               | w/o                    | w/o                    |  |
|                                     | 2. Runde       | Saint-George SA               | 3:0 (H)                | 0:1 (A)                |  |
|                                     | Viertelfinale  | ASC Diaraf                    | 5:0 (H)                | 1:3 (A)                |  |
|                                     | Halbfinale     | al Zamalek SC                 | 1:0 (H)                | 0:1 (3:4 n. E.) (A)    |  |
| CAF Cup 1998                        | 1. Runde       | Étoile Filante de Lomé        | 0:0 (A)                | 4:0 (H)                |  |
|                                     | 2. Runde       | Société Omnisports de l’Armée | 0:0 (A)                | 3:1 (H)                |  |
|                                     | Viertelfinale  | DSA Antananarivo              | 2:0 (H)                | 0:1 (A)                |  |
|                                     | Halbfinale     | Daring Club Motema Pembe      | 2:1 (A)                | 5:0 (H)                |  |
|                                     | Finale         | ASC Jeanne d’Arc              | 1:0 (A)                | 3:0 (H)                |  |
| CAF Cup 1999                        | 1. Runde       | Energie Sport FC              | w/o                    | w/o                    |  |
|                                     | 2. Runde       | Nkana FC                      | 4:0 (H)                | 0:1 (A)                |  |
|                                     | Viertelfinale  | Étoile Sportive du Sahel      | 1:2 (H)                | 3:3 (A)                |  |
| CAF Champions League 2006           | Vorrunde       | AS GNN                        | 3:1 (A)                | 4:0 (H)                |  |
|                                     | 1. Runde       | Daring Club Motema Pembe      | 1:1 (H)                | 1:0 (A)                |  |
|                                     | 2. Runde       | FAR Rabat                     | 1:1 (H)                | 1:0 (A)                |  |
|                                     | Gruppenphase   | al Ahly SC                    | 1:0 (H)                | 1:2 (A)                |  |
|                                     | Gruppenphase   | Asante Kotoko SC              | 2:4 (A)                | 2:1 (H)                |  |
|                                     | Gruppenphase   | JS Kabylie                    | 1:0 (A)                | 2:0 (H)                |  |
|                                     | Halbfinale     | Orlando Pirates               | 0:0 (A)                | 1:0 (H)                |  |
|                                     | Finale         | al Ahly SC                    | 1:1 (A)                | 0:1 (H)                |  |
| CAF Confederation Cup 2007          | 1. Runde       | Satellite FC                  | 3:1 (A)                | 4:0 (H)                |  |
|                                     | 2. Runde       | Issia Wazy                    | 0:1 (A)                | 2:0 (H)                |  |
|                                     | Play-off-Runde | Cotonsport Garoua             | 1:2 (A)                | 4:0 (H)                |  |
|                                     | Gruppenphase   | Les Astres FC                 | 1:1 (A)                | 3:0 (H)                |  |
|                                     | Gruppenphase   | Mamelodi Sundowns             | 4:0 (H)                | 2:1 (A)                |  |
|                                     | Gruppenphase   | Tout Puissant Mazembe         | 1:2 (A)                | 2:0 (H)                |  |
|                                     | Finale         | al-Merreikh Omdurman          | 4:2 (A)                | 1:0 (H)                |  |
| CAF Confederation Cup 2008          | 1. Runde       | JSM Béjaïa                    | 1:0 (H)                | 1:1 (A)                |  |
|                                     | 2. Runde       | ASC Linguère                  | 2:3 (A)                | 2:1 (H)                |  |
|                                     | Play-off-Runde | Platinum Stars                | 2:2 (A)                | 2:0 (H)                |  |
|                                     | Gruppenphase   | GD Interclube                 | 4:1 (H)                | 3:2 (A)                |  |
|                                     | Gruppenphase   | Club Africain Tunis           | 0:0 (A)                | 2:0 (H)                |  |
|                                     | Gruppenphase   | Haras El-Hodood SC            | 1:3 (A)                | 1:0 (H)                |  |
|                                     | Finale         | Étoile Sportive du Sahel      | 0:0 (H)                | 2:2 (A)                |  |
| CAF Confederation Cup 2009          | 1. Runde       | Al-Ahly Bengasi               | 4:1 (H)                | 1:2 (A)                |  |
|                                     | 2. Runde       | Jeunesse Club d’Abidjan       | 2:0 (H)                | 1:0 (A)                |  |
|                                     | Play-off-Runde | CD Primeiro de Agosto         | 0:2 (A)                | 2:0 (4:5 n. E.) (H)    |  |
| CAF Confederation Cup 2010          | 1. Runde       | Al-Ahly Tripolis              | 0:0 (A)                | 1:0 (H)                |  |
|                                     | 2. Runde       | Petrojet FC                   | 1:1 (A)                | 1:0 (H)                |  |
|                                     | Play-off-Runde | Atlético Petróleos Luanda     | 0:0 (A)                | 3:1 (H)                |  |
|                                     | Gruppenphase   | Haras El-Hodood SC            | 0:0 (A)                | 3:1 (H)                |  |
|                                     | Gruppenphase   | FUS de Rabat                  | 3:0 (H)                | 1:2 (A)                |  |
|                                     | Gruppenphase   | Zanaco FC                     | 0:1 (A)                | 2:1 (H)                |  |
|                                     | Halbfinale     | al-Hilal Khartum              | 1:0 (H)                | 0:1 (5:3 n. E.) (A)    |  |
|                                     | Finale         | FUS de Rabat                  | 0:0 (A)                | 2:3 (H)                |  |
| CAF Confederation Cup 2012          | 1. Runde       | AC Léopards                   | 2:1 (A)                | 0:2 (H)                |  |
| CAF Confederation Cup 2013          | 1. Runde       | Gamtel FC                     | 4:2 (H)                | 3:1 (A)                |  |
|                                     | 2. Runde       | Diables Noirs                 | 3:1 (H)                | 1:1 (A)                |  |
|                                     | Play-off-Runde | Rangers International         | Gegner disqualifiziert | Gegner disqualifiziert |  |
|                                     | Gruppenphase   | Étoile Sportive du Sahel      | 1:0 (H)                | 1:1 (A)                |  |
|                                     | Gruppenphase   | Stade Malien                  | 2:1 (A)                | 0:0 (H)                |  |
|                                     | Gruppenphase   | Saint-George SA               | 3:1 (A)                | 1:0 (H)                |  |
|                                     | Halbfinale     | Club Athlétique Bizertin      | 0:0 (A)                | 1:0 (H)                |  |
|                                     | Finale         | Tout Puissant Mazembe         | 2:0 (H)                | 1:2 (A)                |  |
| CAF Champions League 2014           | 1. Runde       | Dedebit FC                    | 2:1 (A)                | 2:0 (H)                |  |
|                                     | 2. Runde       | Horoya AC                     | 1:0 (A)                | 2:0 (H)                |  |
|                                     | Gruppenphase   | Al-Ahly SC                    | 3:1 (H)                | 1:0 (A)                |  |
|                                     | Gruppenphase   | ES Sétif                      | 1:1 (A)                | 1:1 (H)                |  |
|                                     | Gruppenphase   | Espérance Tunis               | 1:2 (A)                | 1:0 (H)                |  |
|                                     | Halbfinale     | AS Vita Club                  | 1:2 (A)                | 1:2 (H)                |  |
| CAF Champions League 2015           | 1. Runde       | AC Semassi FC                 | 5:0 (A)                | 1:0 (H)                |  |
|                                     | 2. Runde       | MC El Eulma                   | 0:1 (A)                | 1:0 (6:7 n. E.) (H)    |  |
| CAF Confederation Cup 2015          | Play-off-Runde | ASEC Mimosas                  | 2:0 (H)                | 1:1 (A)                |  |
|                                     | Gruppenphase   | al Zamalek SC                 | 0:1 (A)                | 1:3 (H)                |  |
|                                     | Gruppenphase   | AC Léopards                   | 1:1 (H)                | 0:0 (A)                |  |
|                                     | Gruppenphase   | Orlando Pirates               | 0:1 (H)                | 0:2 (A)                |  |
| CAF Confederation Cup 2017          | 1. Runde       | Yong Sports Academy           | 5:0 (H)                | 1:1 (A)                |  |
|                                     | Play-off-Runde | RC Kadiogo Ouagadougou        | 2:1 (A)                | 2:0 (H)                |  |
|                                     | Gruppenphase   | Mbabane Swallows FC           | 1:0 (H)                | 3:1 (A)                |  |
|                                     | Gruppenphase   | MC Alger                      | 1:2 (A)                | 4:0 (H)                |  |
|                                     | Gruppenphase   | Platinum Stars                | 3:0 (H)                | 1:1 (A)                |  |
|                                     | Viertelfinale  | FUS de Rabat                  | 0:1 (A)                | 1:0 (4:5 n. E.) (H)    |  |
| CAF Confederation Cup 2018/19       | 1. Runde       | Green Buffaloes               | 4:1 (H)                | 0:1 (A)                |  |
|                                     | Play-off-Runde | Vipers SC                     | 0:0 (A)                | 3:0 (H)                |  |
|                                     | Gruppenphase   | Étoile Sportive du Sahel      | 1:0 (A)                | 2:1 (H)                |  |
|                                     | Gruppenphase   | Rangers International         | 1:1 (H)                | 1:0 (A)                |  |
|                                     | Gruppenphase   | Salitas FC                    | 0:0 (H)                | 0:0 (A)                |  |
|                                     | Viertelfinale  | Nkana FC                      | 1:2 (A)                | 2:0 (H)                |  |
|                                     | Halbfinale     | RS Berkane                    | 2:0 (H)                | 0:3 (A)                |  |
| CAF Confederation Cup 2019/20       | 1. Runde       | Paradou AC                    | 1:3 (A)                | 0:0 (H)                |  |
| CAF Champions League 2020/21        | Vorrunde       | Mlandege FC                   | 5:0 (A)                | 3:1 (H)                |  |
|                                     | 1. Runde       | MC Alger                      | 0:2 (A)                | 1:0 (H)                |  |
| CAF Confederation Cup 2020/21       | Play-off-Runde | AS Kigali                     | 4:1 (H)                | 1:1 (A)                |  |
|                                     | Gruppenphase   | Salitas FC                    | 1:0 (H)                | 2:0 (A)                |  |
|                                     | Gruppenphase   | ASC Diaraf                    | 1:1 (A)                | 0:0 (H)                |  |
|                                     | Gruppenphase   | Étoile Sportive du Sahel      | 0:0 (A)                | 2:2 (H)                |  |
|                                     | Viertelfinale  | JS Kabylie                    | 0:1 (H)                | 1:1 (A)                |  |
| CAF Confederation Cup 2021/22       | 2. Runde       | Bayelsa United                | 0:1 (A)                | 4:0 (H)                |  |
|                                     | Play-off-Runde | Tusker FC                     | 0:0 (A)                | 1:0 (H)                |  |
|                                     | Gruppenphase   | Zanaco FC                     | 1:0 (H)                | 0:1 (A)                |  |
|                                     | Gruppenphase   | Al-Ahly Tripolis              | 1:2 (A)                | 0:0 (H)                |  |
|                                     | Gruppenphase   | Pyramids FC                   | 0:1 (A)                | 1:1 (H)                |  |

## Erfolge im Volleyball
Die Volleyballteams, Herren und Damen, des Vereins gehören zur nationalen und kontinentalen Elite und haben viele Titel vorzuweisen.
Die Herrenmannschaft qualifizierte sich bisher zwei Mal für eine Volleyball-Klub-Weltmeisterschaft.

### Herrenmannschaft
- Landesmeister (11)
  - 1979, 1982, 1984, 1985, 1986, 1987, 1988, 2004, 2005, 2009, 2013
- Tunesischer Pokal (12)
  - 1977, 1979, 1981, 1982, 1985, 1986, 1987, 2002, 2005, 2009, 2012, 2013
- Afrikanische Volleyball Championsleague (6)
  - Sieger: 1985, 1986, 1989, 1999, 2005, 2013
  - Finalist: 2000, 2001, 2006
- Arabische Championsleague (7)
  - Sieger: 1983, 1985, 1992, 1999, 2000, 2008, 2013
  - Finalist: 2011
- Volleyball-Klub-Weltmeisterschaft
  - Teilnahme: 1989, 2013

### Damenmannschaft
- Landesmeisterschaft (8)
  - 1999, 2003, 2004, 2006, 2009, 2010, 2012, 2019
- Landespokal (10)
  - 2000, 2005, 2008, 2009, 2012, 2013, 2014, 2018, 2019, 2024
- Tunesischer Super Cup (5)
  - 2005, 2007, 2009, 2018, 2019
- Arabische Champions League (1):
  - 2019

## Damen-Basketballabteilung
Das Frauen-Basketballteam gilt des CSS als eines der besten Teams in Tunesien und ist mit einundzwanzig Titel die erfolgreichste Mannschaft in der Geschichte der tunesischen Frauen-Basketballmeisterschaft. Neben den Meisterschaften gelang es auch sieben Pokalsiege einzufahren. Die Basketballerinnen glänzten auch in der Welt des arabischen Frauenbasketballs. 1999 und 2000 gewann man den Titel der arabischen Frauenbasketball-Champions League.
- Nationale Meisterschaft (21)
  - 1992, 1997, 1998, 1999, 2001, 2002, 2003, 2004, 2005, 2006, 2007, 2010, 2011, 2012, 2013, 2014, 2015, 2016, 2019, 2024, 2025
- Tunesischer Pokal (7)
  - 1998, 2002, 2005, 2006, 2007, 2009, 2013
- Tunesischer Supercup (3)
  - 2014, 2018, 2024
- Arabische Champions League (2)
  - Sieger: 1999, 2000
  - Finalist: 1998, 2007, 2017
  - Platz drei: 1993, 2002